# Ури, Лессер
Ле́ссер У́ри (нем. Lesser Ury; 7 ноября 1861, Бирнбаум, провинция Позен — 18 октября 1931, Берлин) — немецкий художник еврейского происхождения, близкий своими мастерскими сельскими и городскими пейзажами и натюрмортами к импрессионистам. В позднем периоде творчества писал также монументальные картины на библейские сюжеты.

## Жизнь и творчество
С 1887 года Лессер Ури проживал в Берлине, с 1920 года до своей смерти его художественная мастерская и квартира находились на Ноллендорфплац, 1 в берлинском районе Шёнеберг. До Берлина Ури учился живописи в Дюссельдорфе и Брюсселе, собрал ценный опыт в Париже у Лефевра, изучил Фландрию и некоторое время учился в Мюнхенской академии художеств.
Его любимыми сюжетами для картин стали улицы Берлина и виды Бранденбурга. Огромный Берлин вызвал у Ури с самого начала искреннюю симпатию. Любовь к городу нашла яркое воплощение в его творчестве, которое в честь 60-летия Лессера Ури было признано обер-бургомистром Берлина «художественным прославлением имперской столицы».
Ури виртуозно владел как маслом, создавая цветочные картины, натюрморты и типичные сценки в городских кофейнях и на улицах, так и пастелью, которая позволяла ему отразить в пейзажах нюансы воздуха и света.
Ури, человек-одиночка, прокладывал собственный путь в искусстве, в то время как его современники Либерман, Слефогт и Коринт для достижения своих целей объединились в творческий союз. По всей видимости, для президента академии и влиятельного представителя искусства Макса Либермана Лессер Ури, составлявший ему конкуренцию и становившийся всё более популярным, был бельмом на глазу. Либерман всячески пытался заблокировать рост его художественной карьеры. Ури смог участвовать в выставках Берлинского сецессиона только после того, как Либермана на посту председателя сменил Ловис Коринт. В 1921 году художник стал почётным членом Сецессиона. В это десятилетие Лессер Ури много путешествовал и побывал в Лондоне, Париже и нескольких городах Германии. Из каждой поездки художник привозил огромное количество новых работ. Вскоре после поездки в Париж в 1928 году состояние здоровья художника серьёзно ухудшилось после сердечного приступа. В 1931 году Национальная галерея и Берлинский сецессион планировали устроить чествование художника по случаю его 70-летия. Лессер Ури умер за три недели до этого события в своей мастерской в Берлине.
Большое распространение получила не имеющая оснований легенда о том, что половина работ Ури была утеряна при национал-социалистах и во время войны. После смерти Ури в его мастерской было обнаружено большое количество картин и 30000 рейхсмарок. Большинство работ было продано на аукционе в частные руки, и до сих пор большая часть творческого наследия художника находится в частных коллекциях. Последняя выставка работ Ури состоялась в берлинском Музее Кете Кольвиц в 1995 году. Лессер Ури похоронен на Еврейском кладбище в берлинском районе Вайсензе.

## Исторический анекдот о дружбе художников
Как-то Лессер Ури, находясь в мастерской Либермана, раскритиковал одну из его картин. Позднее он заявил, что последняя работа Либермана была завершена благодаря ему. «Пусть», — якобы ответил на это Либерман, добавив: «Вот если он будет утверждать, что одна из его картин написана мною, то я его засужу».

## Галерея

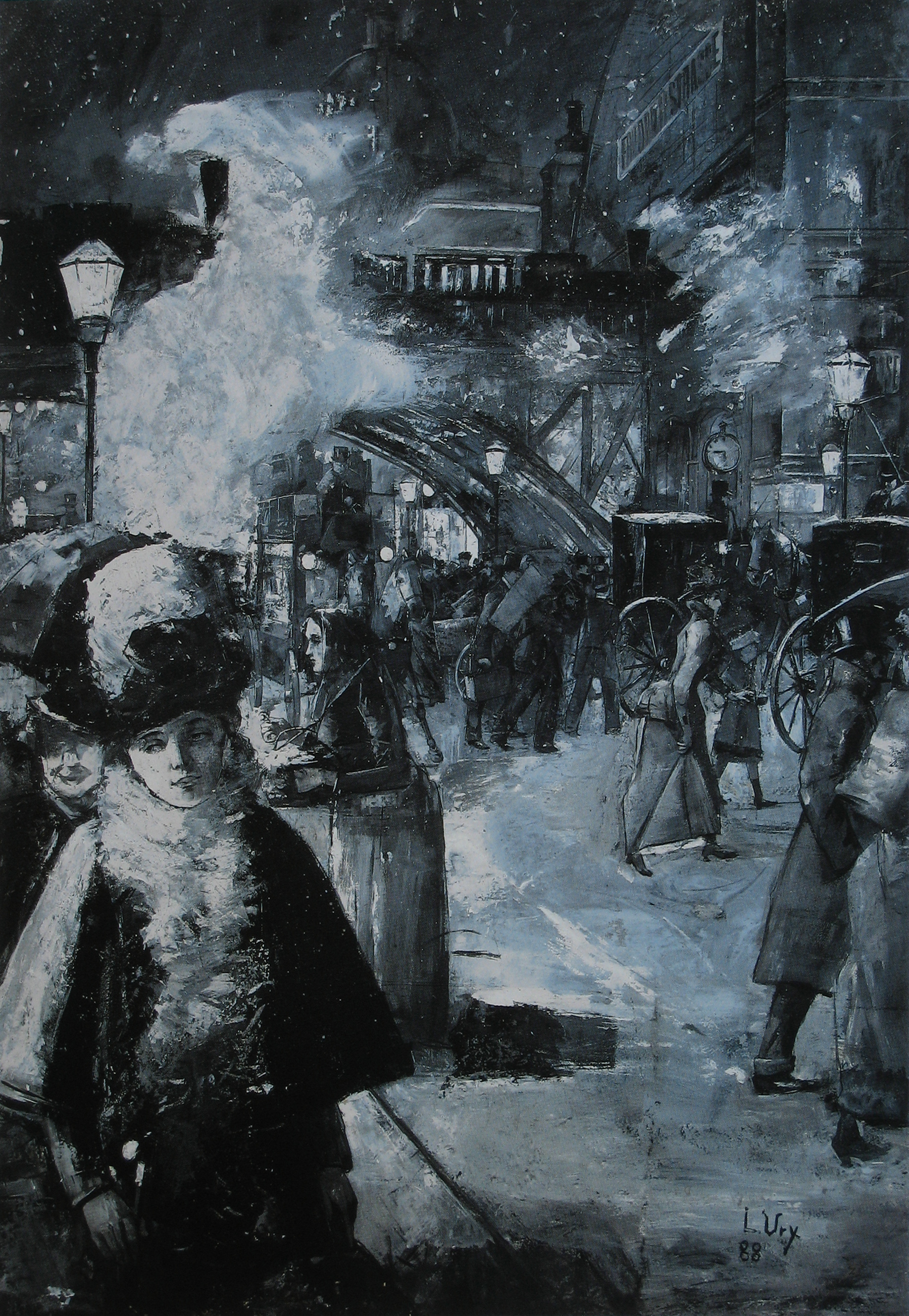
На вокзале Фридрихштрассе. 1888
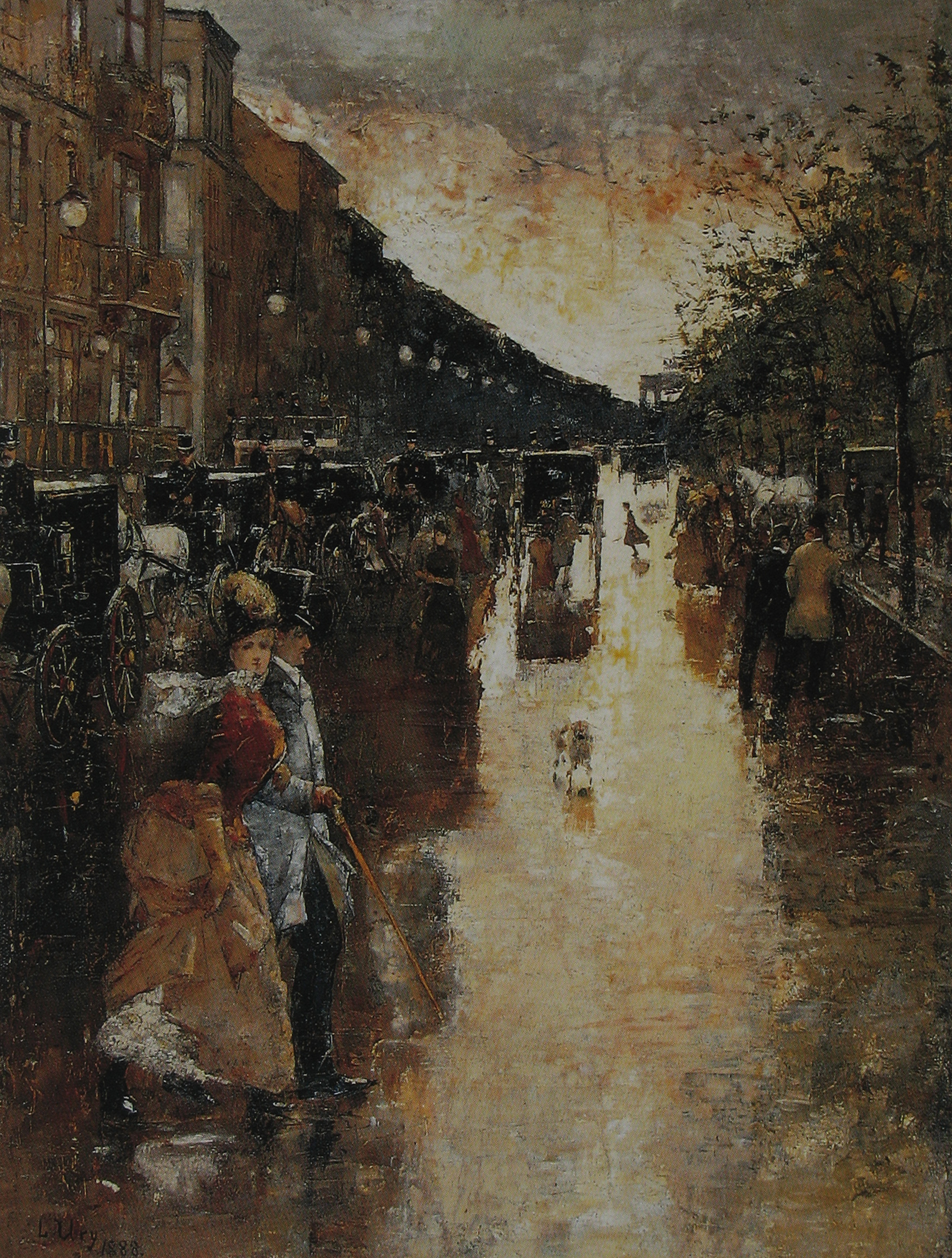
Унтер-ден-Линден после дождя. 1888
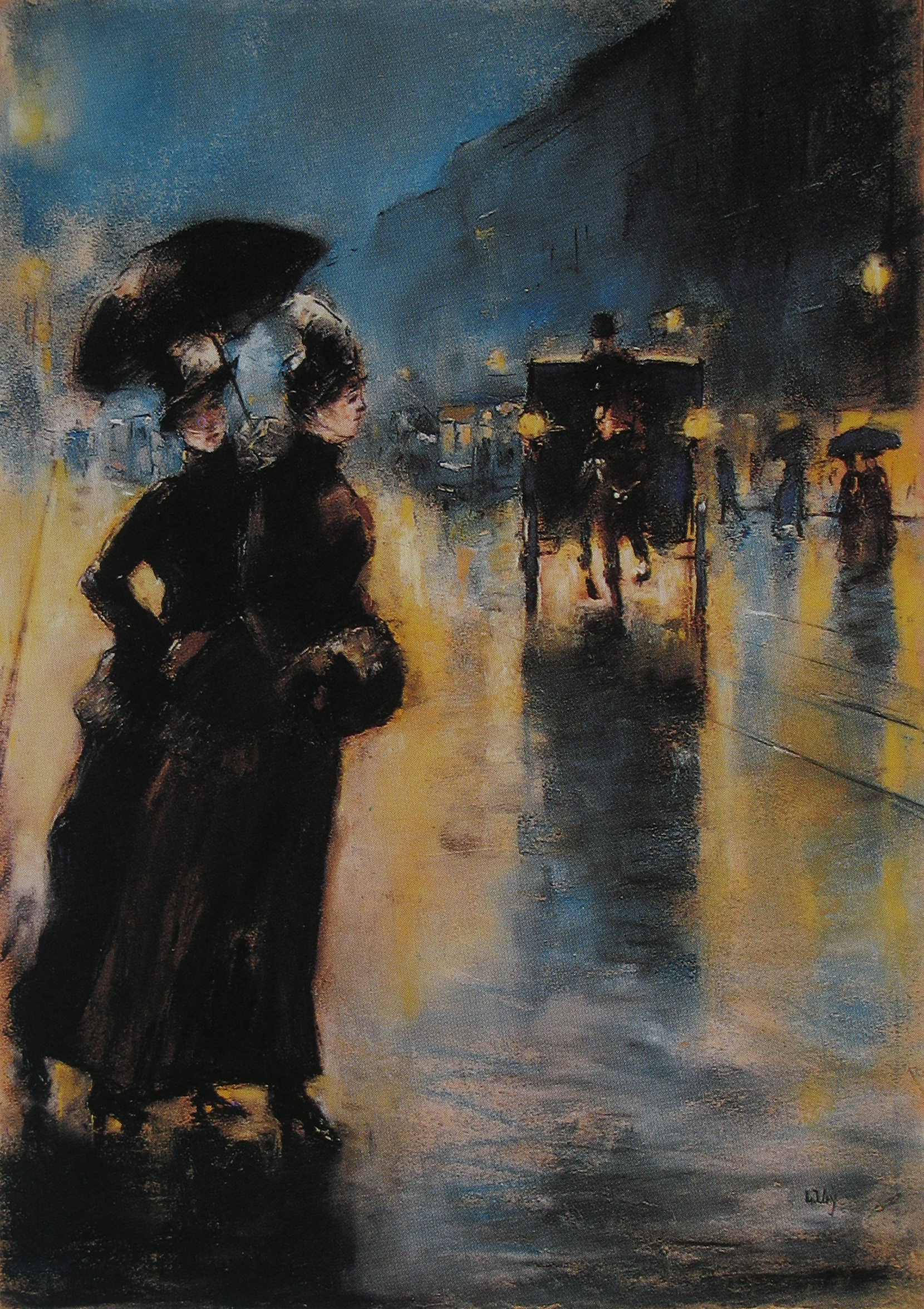
Ночное освещение. 1889
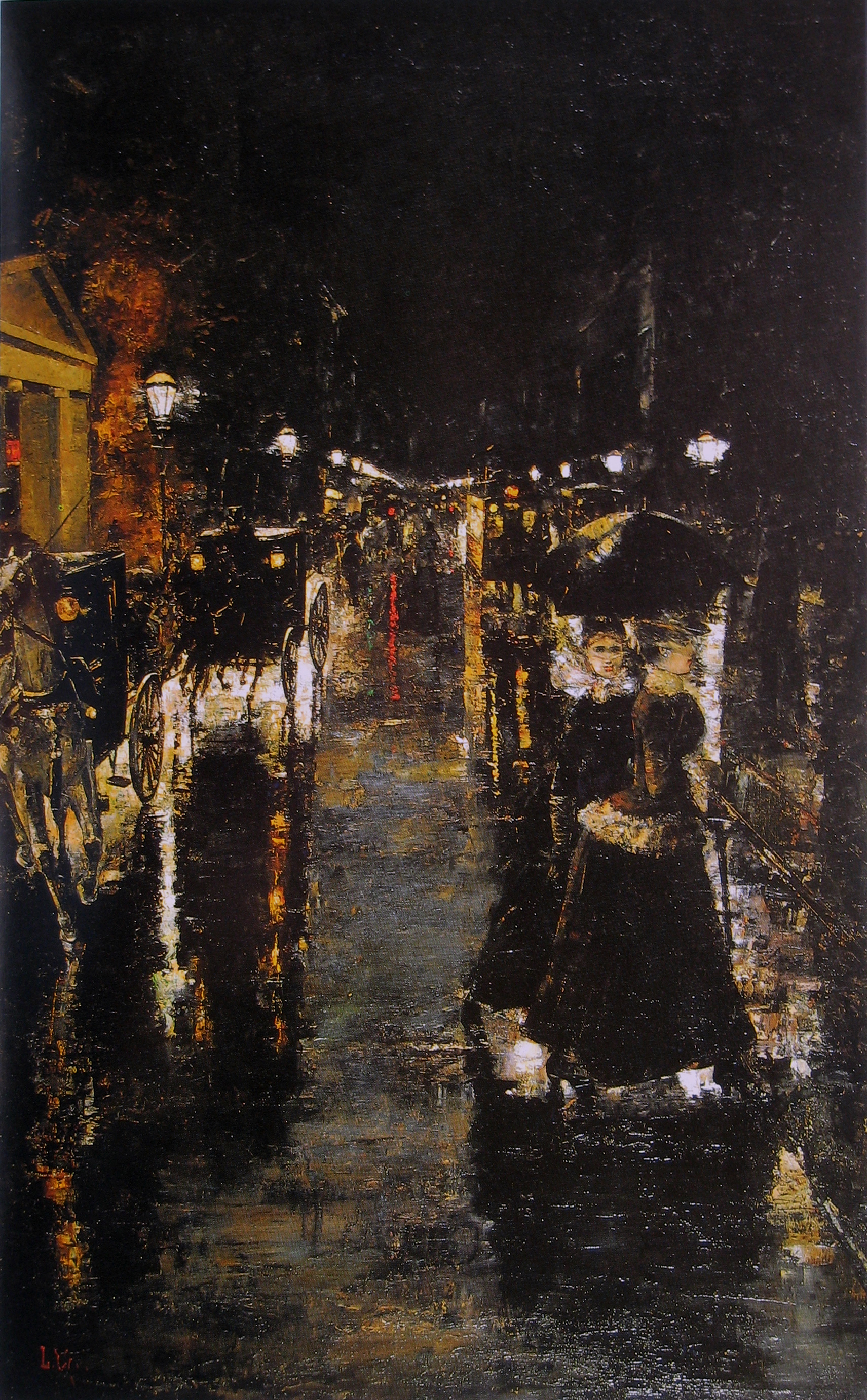
Лейпцигская улица. 1889
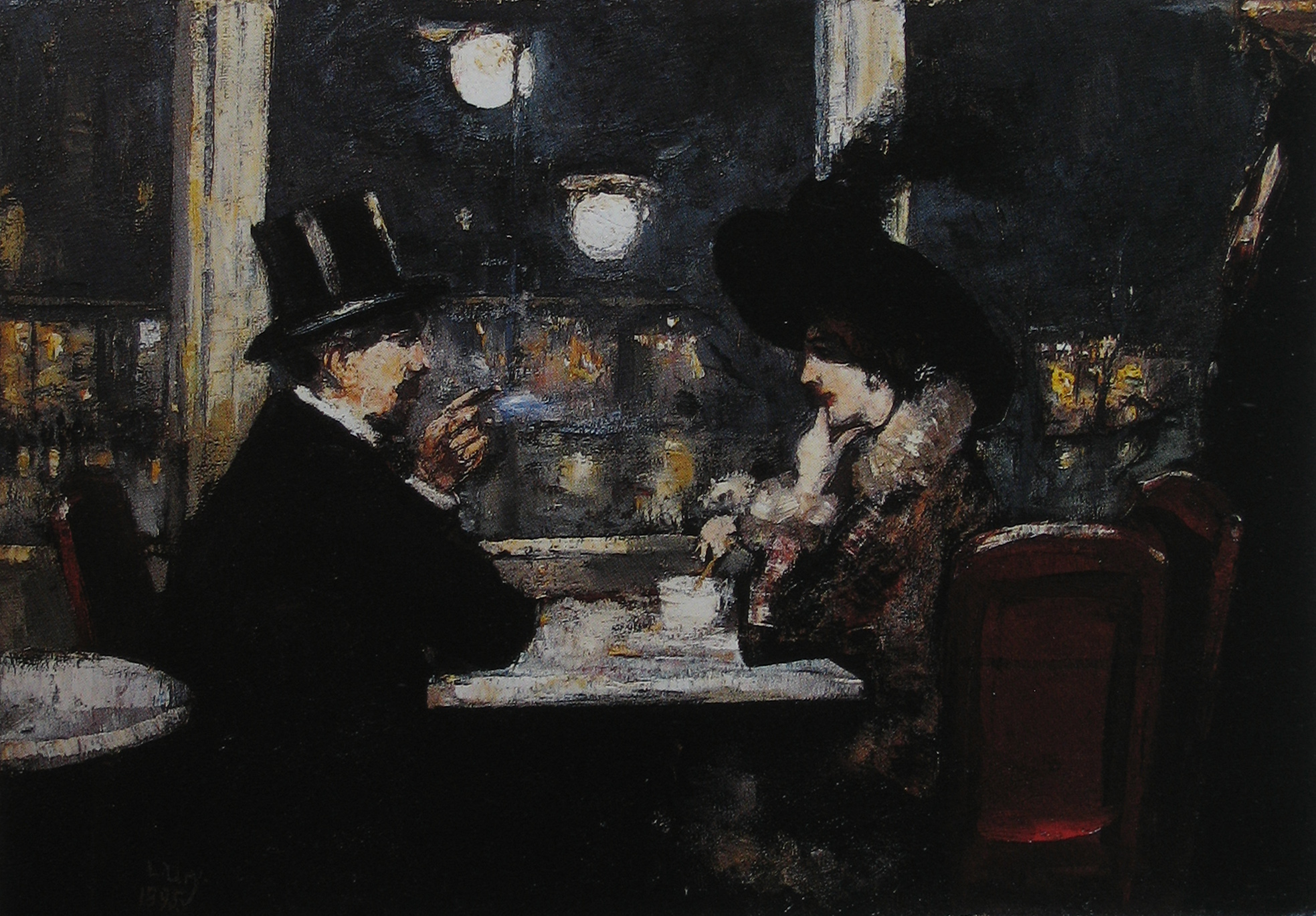
В кафе «Бауэр». 1895
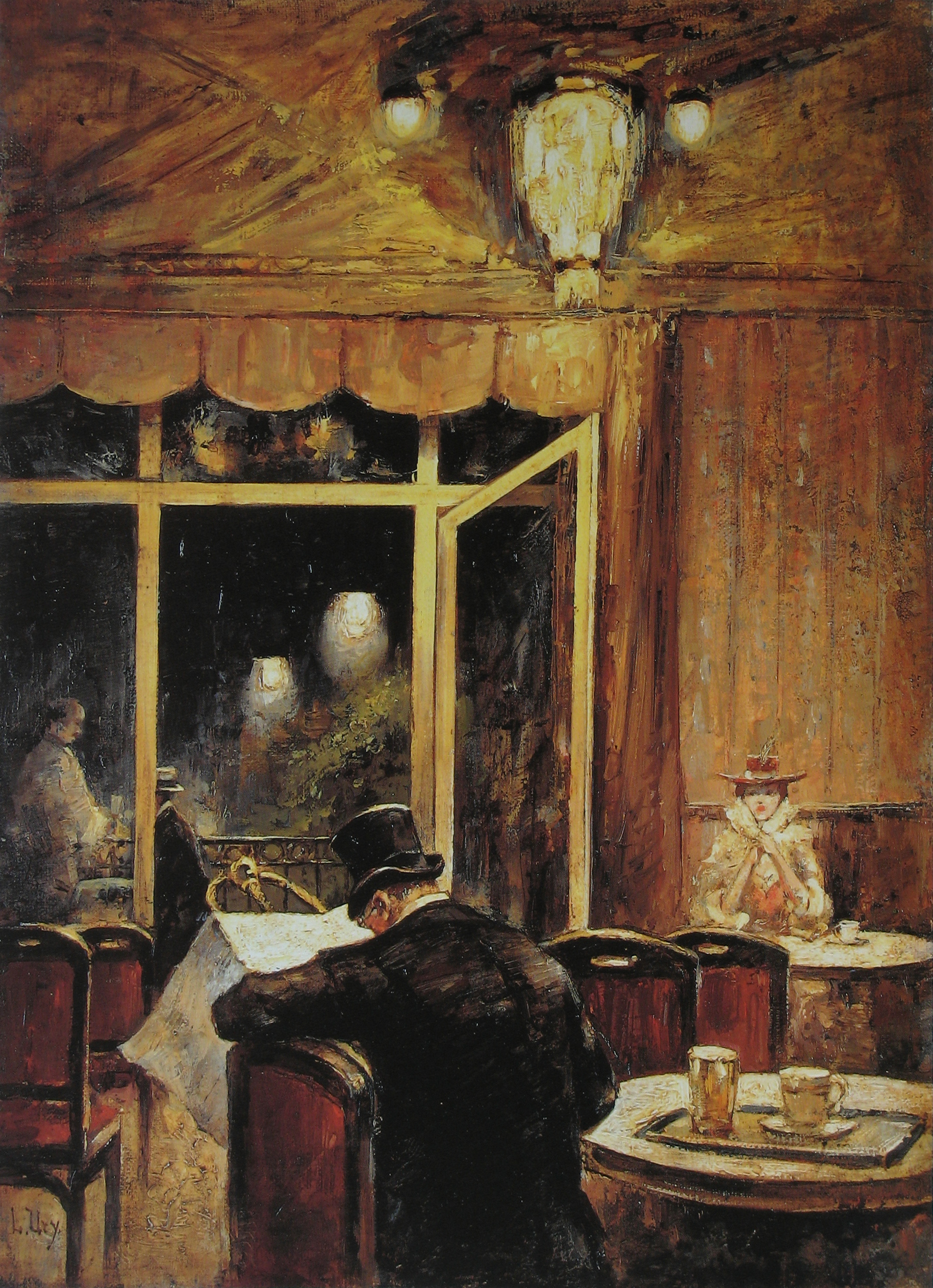
Вечер в кафе «Бауэр». 1898
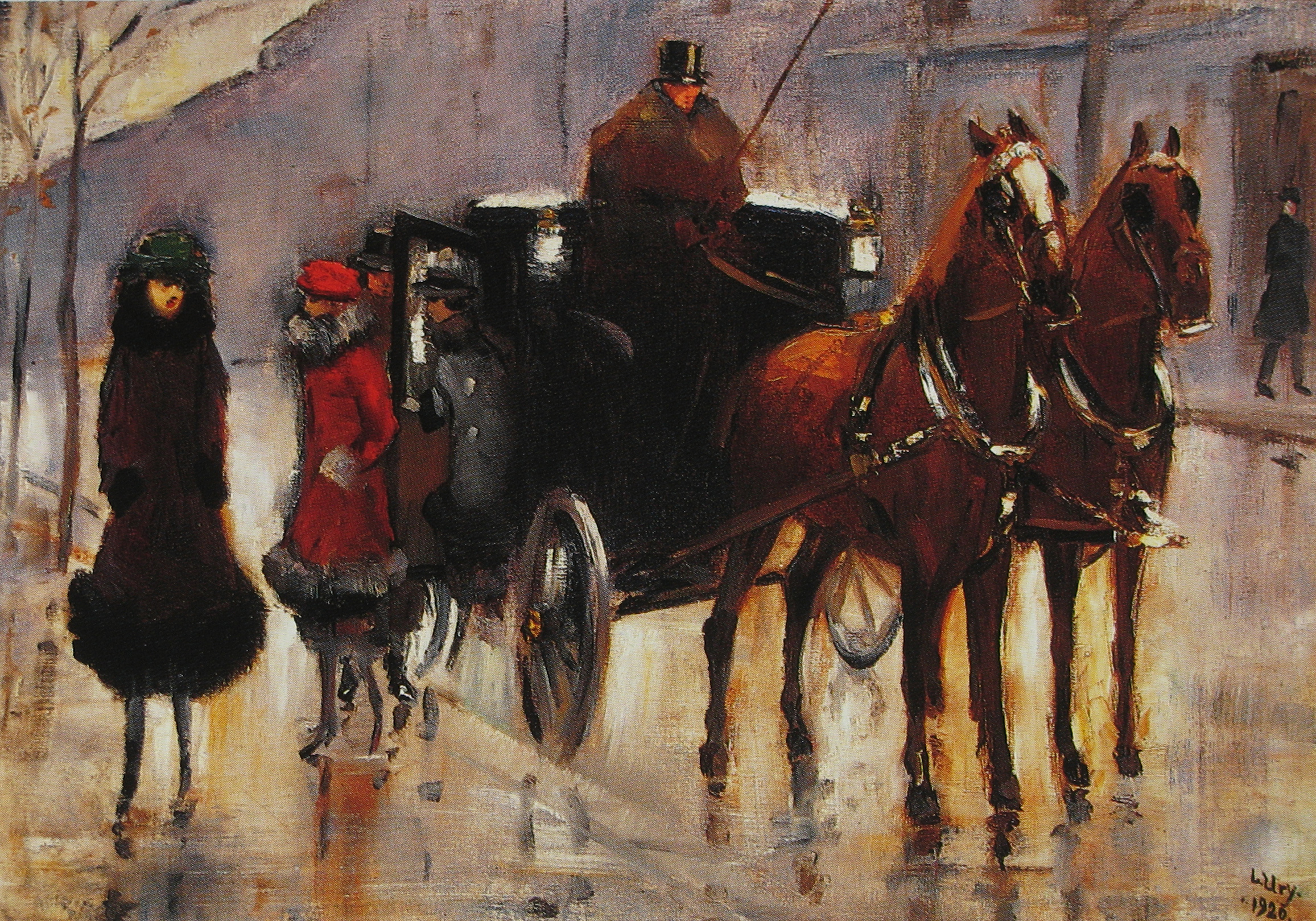
Дама, садящаяся в пролётку. 1920
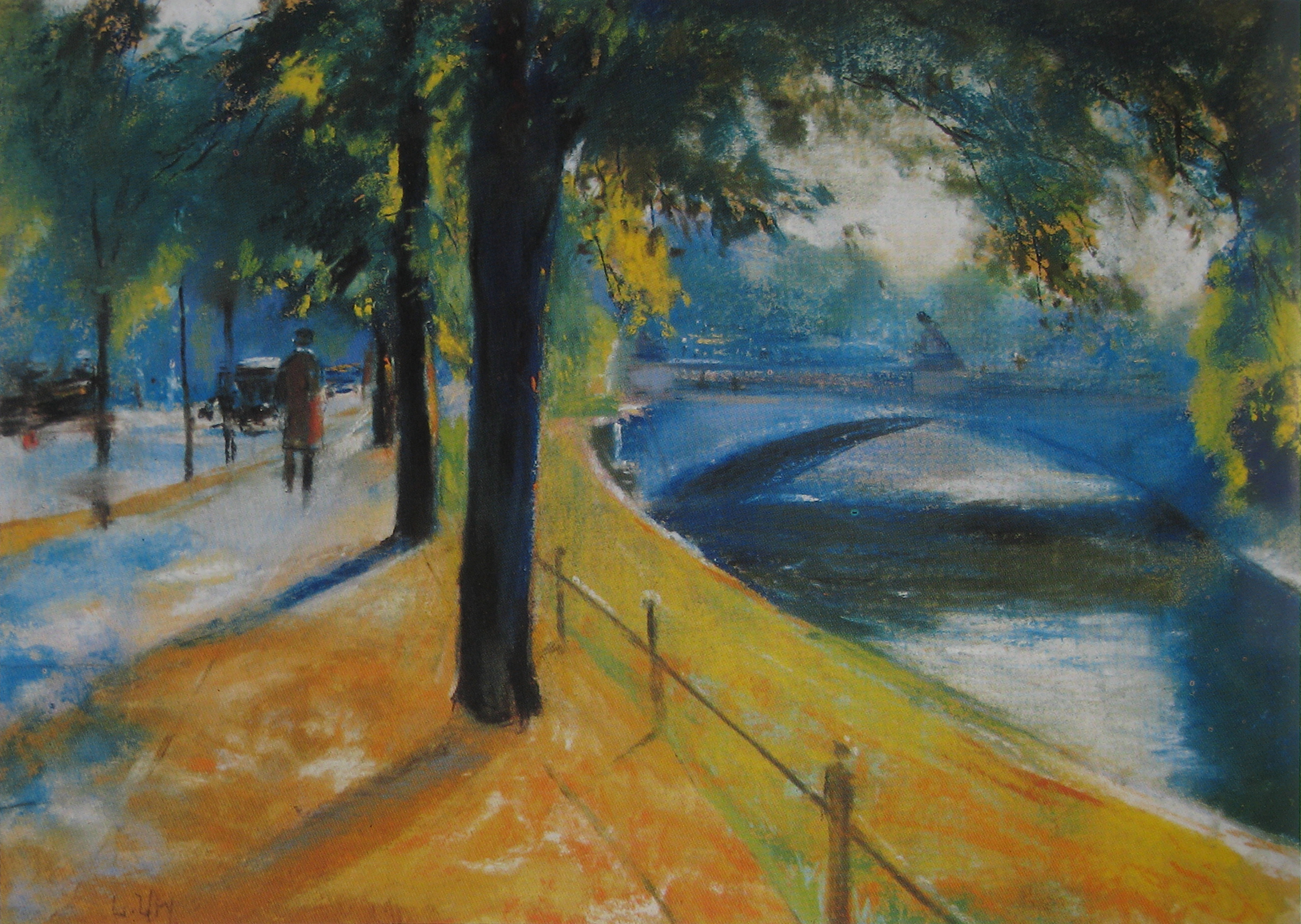
Мост над Ландверским каналом. 1920
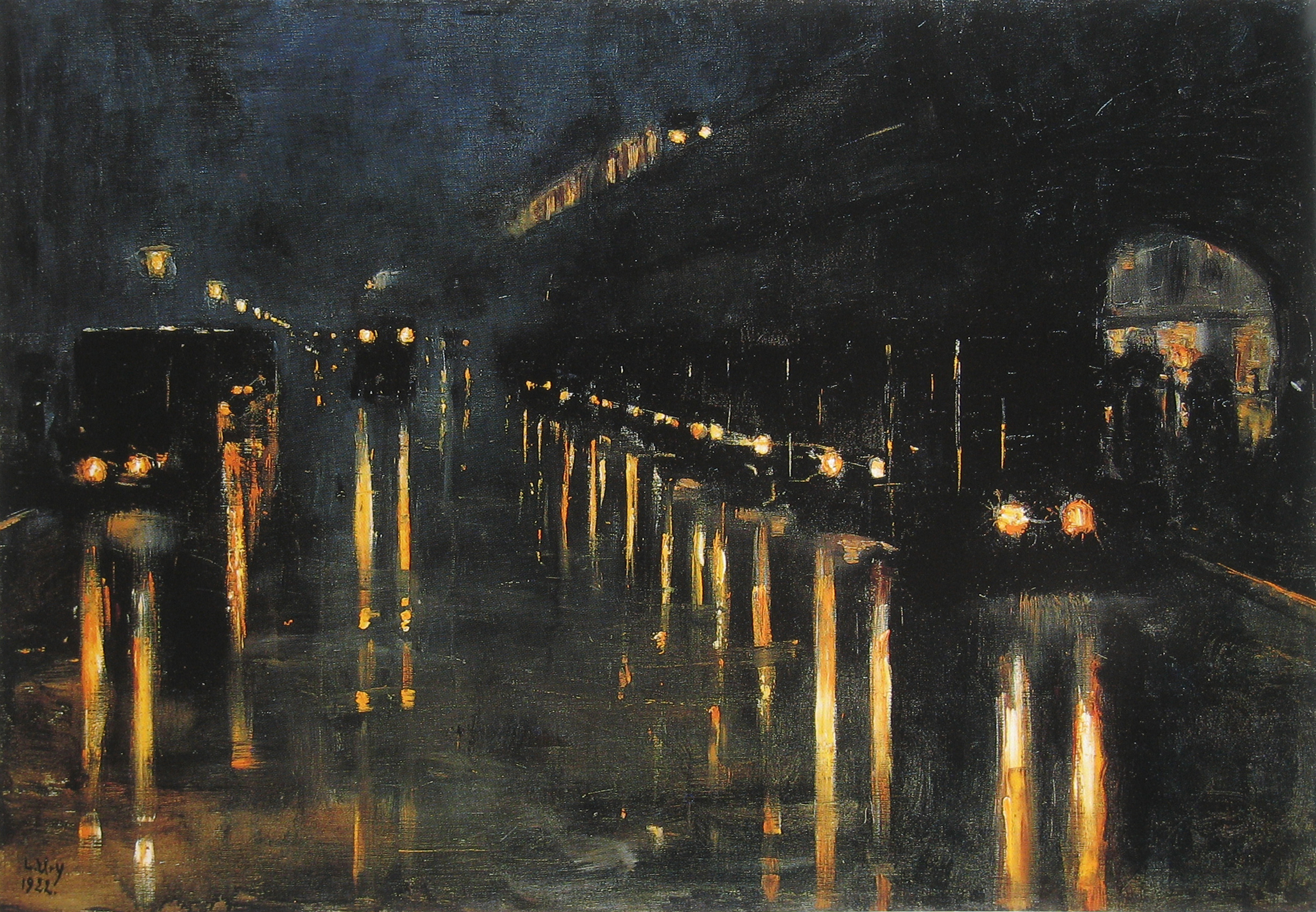
Надземный вокзал Бюловштрассе. 1922
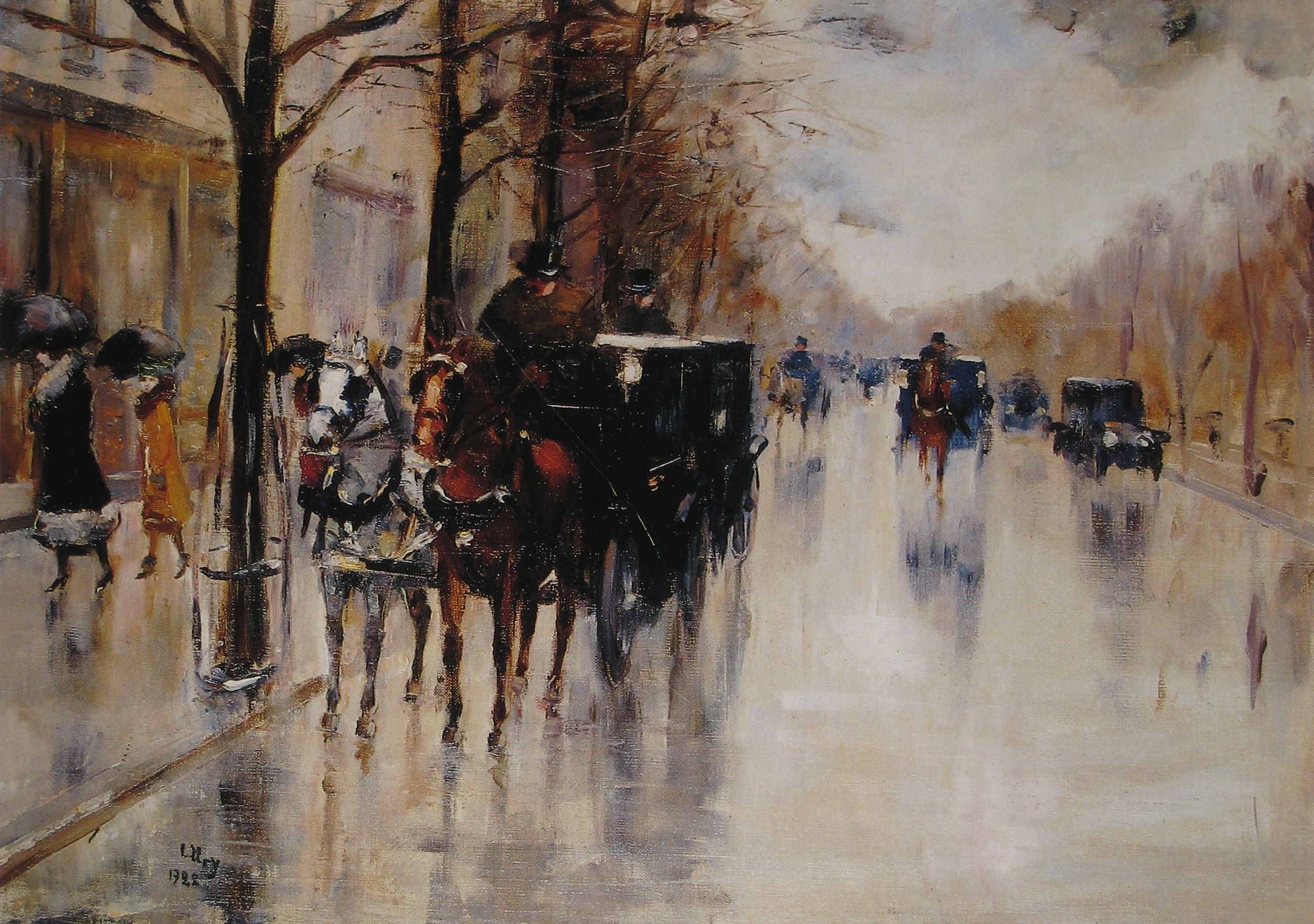
Унтер-ден-Линден. 1922
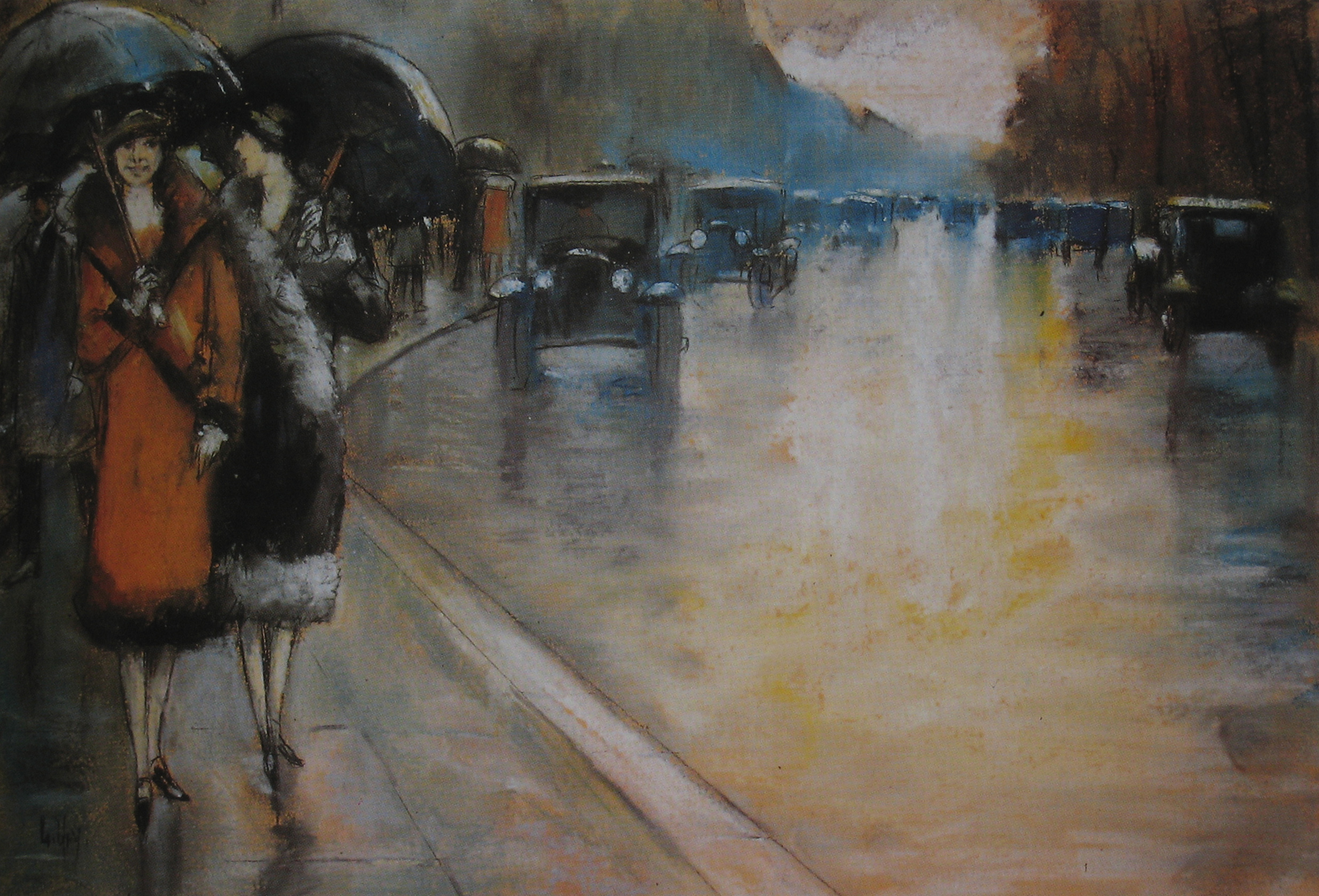
Берлинская улица в дождь. 1925
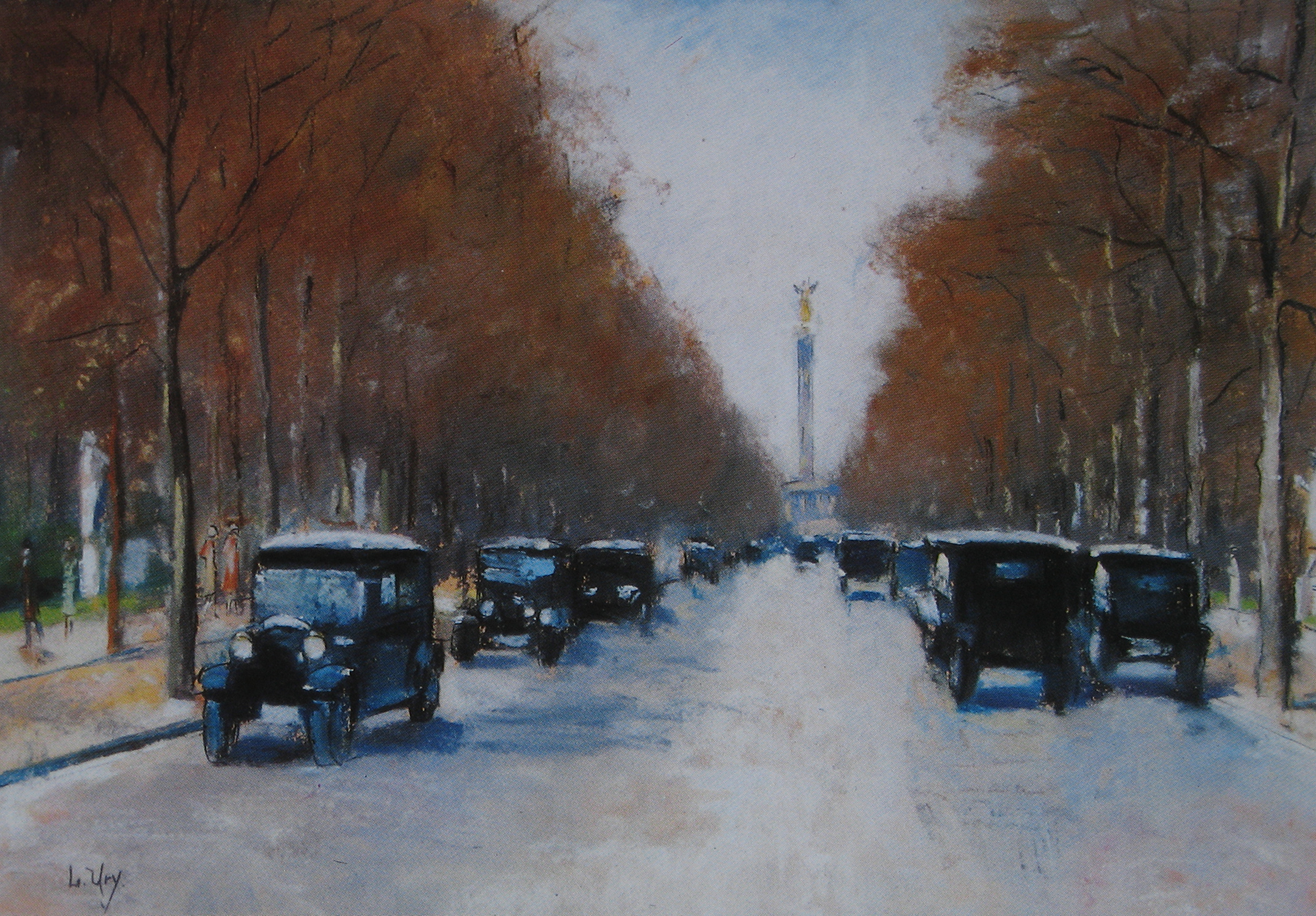
Аллея Тиргартена с колонной Победы. 1925